# Aião
Aião es una freguesia portuguesa del concelho de Felgueiras, con 2,89 km² de superficie y 908 habitantes (2001). Su densidad de población es de 314,2 hab/km².